# ماتیا پین
ماتیا پین (انگلیسی: Mattia Pin؛ زادهٔ ۱۷ فوریهٔ ۱۹۸۸) بازیکن فوتبال اهل ایتالیا است.
از باشگاه‌هایی که در آن بازی کرده‌است می‌توان به باشگاه فوتبال ساسولو و باشگاه فوتبال پارما اشاره کرد.